# STX18
STX18 (англ. Syntaxin 18) – білок, який кодується однойменним геном, розташованим у людей на 4-й хромосомі. Довжина поліпептидного ланцюга білка становить 335 амінокислот, а молекулярна маса — 38 674.
| 10         |  | 20         |  | 30         |  | 40         |  | 50         |
| ---------- |  | ---------- |  | ---------- |  | ---------- |  | ---------- |
| MAVDITLLFR |  | ASVKTVKTRN |  | KALGVAVGGG |  | VDGSRDELFR |  | RSPRPKGDFS |
| SRAREVISHI |  | GKLRDFLLEH |  | RKDYINAYSH |  | TMSEYGRMTD |  | TERDQIDQDA |
| QIFMRTCSEA |  | IQQLRTEAHK |  | EIHSQQVKEH |  | RTAVLDFIED |  | YLKRVCKLYS |
| EQRAIRVKRV |  | VDKKRLSKLE |  | PEPNTKTRES |  | TSSEKVSQSP |  | SKDSEENPAT |
| EERPEKILAE |  | TQPELGTWGD |  | GKGEDELSPE |  | EIQMFEQENQ |  | RLIGEMNSLF |
| DEVRQIEGRV |  | VEISRLQEIF |  | TEKVLQQEAE |  | IDSIHQLVVG |  | ATENIKEGNE |
| DIREAIKNNA |  | GFRVWILFFL |  | VMCSFSLLFL |  | DWYDS      |  |            |

A: Аланін

C: Цистеїн

D: Аспарагінова кислота

E: Глутамінова кислота

F: Фенілаланін

G: Гліцин

H: Гістидин

I: Ізолейцин

K: Лізин

L: Лейцин

M: Метіонін

N: Аспарагін

P: Пролін

Q: Глутамін

R: Аргінін

S: Серин

T: Треонін

V: Валін

W: Триптофан

Задіяний у таких біологічних процесах, як транспорт, транспорт білків, транспорт між ендоплазматичним ретикулумом і апаратом Гольджі. 
Локалізований у мембрані, ендоплазматичному ретикулумі, апараті гольджі.